# Zygmunt Perz
Zygmunt Perz (ur. 13 kwietnia 1930 we wsi Zielonagóra, zm. 20 października 2024 w Warszawie) – polski jezuita, profesor, wykładowca Bobolanum, w latach 1979–1985 prowincjał Prowincji Wielkopolsko-Mazowieckiej Towarzystwa Jezusowego. Brat muzykologa Mirosława Perza. 

## Życiorys
Urodził się w miejscowości Zielonagóra w gminie Obrzycko w 1930. Przed wojną ukończył trzy klasy szkoły podstawowej, w czasie wojny uczył się pod okiem ojca. Po wojnie ukończył gimnazjum w Szamotułach, a liceum w Poznaniu, gdzie zdał maturę. 9 września 1951 wstąpił do jezuitów. Odbył dwuletni nowicjat w Kaliszu. Następnie studiował na Wydziale Filozoficznym Towarzystwa Jezusowego, gdzie w 1956 uzyskał licencjat z filozofii. W latach 1956–1960 studiował na Bobolanum w Warszawie, zakończone licencjatem z teologii. Następnie studiował na KUL, gdzie w 1963 obronił pracę doktorską z teologii moralnej, zrealizowaną pod kierunkiem docenta Władysława Poplatka.
Od roku 1963 rozpoczął działalność akademicką. Początkowo na stanowisku profesora nadzwyczajnego Bobolanum, a w latach 1968–1971 również w Akademii Teologii Katolickiej jako adiunkt. W 1971 wyjechał na roczny staż naukowy do Rzymu, gdzie studiował na Uniwersytecie Gregoriańskim. W latach 1968–1970 oraz 1975–1979 pełnił funkcję rektora kolegium w Warszawie. W 1979 mianowany prowincjałem Prowincji Wielkopolsko-Mazowieckiej Towarzystwa Jezusowego. Funkcję tę sprawował do 1985, następnie powrócił do pracy akademickiej. W latach 1974, 1983 i 1995 uczestniczył w Kongregacjach Generalnych Towarzystwa Jezusowego. Od 1989 do 1994 był kapelanem Aresztu Śledczego przy Rakowieckiej w Warszawie.

## Wybrane publikacje
- Actus humanus. Teologiczne aspekty działania moralnego, Warszawa 1999
- Życie dla życia. Wezwanie Boże i zadanie człowieka, Warszawa 2000
- Prawo moralne i sumienie a zobowiązanie moralne, Warszawa 2001
- Chrześcijańska filozofia życia. Materiały do ćwiczeń duchowych (w sześciu częściach wydanych w latach 2009–2010)